# Miklos Nyiszli
Miklós Nyiszli (17 de Junho, 1901 em Oradea, na Roménia - 5 de  maio, 1956) foi um médico e prisioneiro judeu do campo de concentração de Auschwitz. Nyiszli, juntamente com sua esposa e filha, foram transportado para Auschwitz, em Junho de 1944. Na chegada, Nyiszli se tornou voluntário para trabalhar como médico, e foi mandado para trabalhar no barracão 12, onde ele operava e tentava ajudar os pacientes com os aparatos e ferramentas médicas disponíveis, que eram as mínimas.ele estava sob a supervisão de Josef Mengele, um oficial da SS e médico, que decidiu, após observar as habilidades de Nyiszli, transferi-lo para um local no qual era mais fácil realizar as autopsias e também outras cirurgias. o quarto foi construído dentro do crematório 3, e Nyiszli, juntamente com outros prisioneiros do barracão 12, foram alojados ali.

## Geral vida no campo
Durante o tempo em que viveu no acampamento, ele testemunhou muitas atrocidades, as quais ele se refere no seu livro Auschwitz - testemunho de um médico. Enquanto preso, Nyiszli também foi forçado a efectuar testes médicos e realizar autópsias em dezenas de entidades, em particular, anões e gêmeos. Mengele fez uma pesquisa sobre as causas do nanismo e do nascimento de gêmeos, e usou Nyiszli para conseguir mais informações. Nyiszli também realizou por fora autopsias em prisioneiros que ele suspeitava que haviam morrido de doenças que prevaleciam no campo. Mengele estava procurando por evidências que provassem a inferioridade dos judeus, e, em um certo ponto, Nyiszli teve de fazer testes médicos em um pai e um filho. depois dos mesmos serem assassinados, teve de preparar seus esqueletos para serem enviados para um museu antropológico em Berlim. 
 Eu tive de examiná-los com métodos clínicos antes de morrerem, e, em seguida, realizar a dissecação com os corpos ainda quentes.
Um dia, após uma nova transferência de prisioneiros serem mortos, Nyiszli foi chamado pelos funcionários da câmara de gás para ser informado de que haviam encontrado uma garota viva sob uma massa de órgãos na câmara de gás. Nyiszli e seu companheiro deram seu melhor para ajudar e cuidar da garota, mas eles foram descobertos pelos guardas da SS e ela foi fuzilada. Esse incidente foi dramatizado no filme Cinzas da Guerra . 
Nyiszli era revoltado com o desprezo pela vida humana e com a falta de compaixão pelo sofrimento dos prisioneiros pelos guardas, mas como ele era prisioneiro, era forçado a fazer aquilo que ia de encontro com seus ideais.
Durante os cerca de oito meses que passou em Auschwitz, Nyiszli observou o assassinato de dezenas de milhares de pessoas, incluindo o abate de todo o sub-campo em pouco tempo.
estes sub-campos abrigavam pessoas de diferentes etnias, religiões, nacionalidades, sexos e gêneros. 
Quando Nyiszli descobriu que as mulheres do campo em que sua filha e esposa viviam seriam mortas, ele foi capaz de subornar um guarda da SS e colocar sua filha e sua esposa e um trem para serem mandadas para um campo de trabalho de mulheres. Nyiszli permaneceu em Auschwitz até pouco tempo antes da sua libertação pelo exército soviético, em 27 de janeiro de 1945. Em 18 janeiro, Nyiszli, juntamente com uma estimativa de 66.000 outros prisioneiros, foram forçados a participar de uma marcha da morte, que levou presos de diversas partes do terceiro Reich, incluindo a Alemanha, Polônia, e ainda uma menor concentração de diversos outros campos.

## Depois de Auschwitz
A primeira grande parada forçada depois da marcha da morte fora de Auschwitz foi o campo de concentração Mauthausen, no norte da Áustria, perto da cidade de Linz. Após uma estadia de três dias de quarentena, em um quartel em Mauthausen, ele foi enviado para o Melk der Donau, um campo de concentração que ficava a cerca de três horas de distância de trem. Após um total de 12 meses de prisão, incluindo dois meses no Melk um der Donau, Nyiszli e seus companheiros presos foram liberados em 5 de maio de 1945, quando tropas E.U. libertaram o campo. Nyiszli, sua esposa e filha sobreviveram a Auschwitz e foram liberados a partir de Bergen Belsen. Nyiszli morreu de um ataque cardíaco no dia 5 de maio 1956. Sua esposa morreu em 1970. Sua filha Susanna casou com um Gentil em 1952 e teve uma filha, Monica.